# FC Geghard Abovjan
Football Club Geghard Abovjan (arménsky: Ֆուտբոլային Ակումբ „Գեղարդ“ Աբովյան) byl arménský fotbalový klub sídlící ve městě Abovjan. V roce 1992 se klub zúčastnil první sezóny druhé nejvyšší soutěže, zanikl hned o rok později.

## Umístění v jednotlivých sezonách
Zdroj:
Legenda: Z – zápasy, V – výhry, R – remízy, P – porážky, VG – vstřelené góly, OG – obdržené góly, +/− – rozdíl skóre, B – body, červené podbarvení – sestup, zelené podbarvení – postup
| Arménie (1992) |               |        |    |    |   |    |    |    |     |    |        |
| Sezóny         | Liga          | Úroveň | Z  | V  | R | P  | VG | OG | +/− | B  | Pozice |
| 1992           | Aradżin chumb | 2      | 28 | 15 | 0 | 13 | 60 | 48 | +12 | 30 | 6.     |